# بیانکا بری
بیانکا بری (انگلیسی: Bianca Bree) زادهٔ ۱۷ اکتبر ۱۹۹۰ یک هنرپیشه اهل ایالات متحده آمریکا است. بری دختر هنرپیشه مشهور هالیوود ژان کلود ون دم می‌باشد.

## گزیده فیلمشناسی
از فیلم‌ها یا برنامه‌های تلویزیونی که وی در آن نقش داشته‌است می‌توان به آثار زیر اشاره کرد.
- عشق کامل (۲۰۱۴)
- به جنگل خوش آمدید (۲۰۱۳)
- شش گلوله (۲۰۱۲)
- یو.اف. او (۲۰۱۲)
- بازی‌های ترور (۲۰۱۱)
- ویر (۲۰۱۰)
- گشت مرزی (۲۰۰۸)
- ویرمودآخر الزمان: (۲۰۲۲) (۲۰۱۴)